# Andrea Fusina

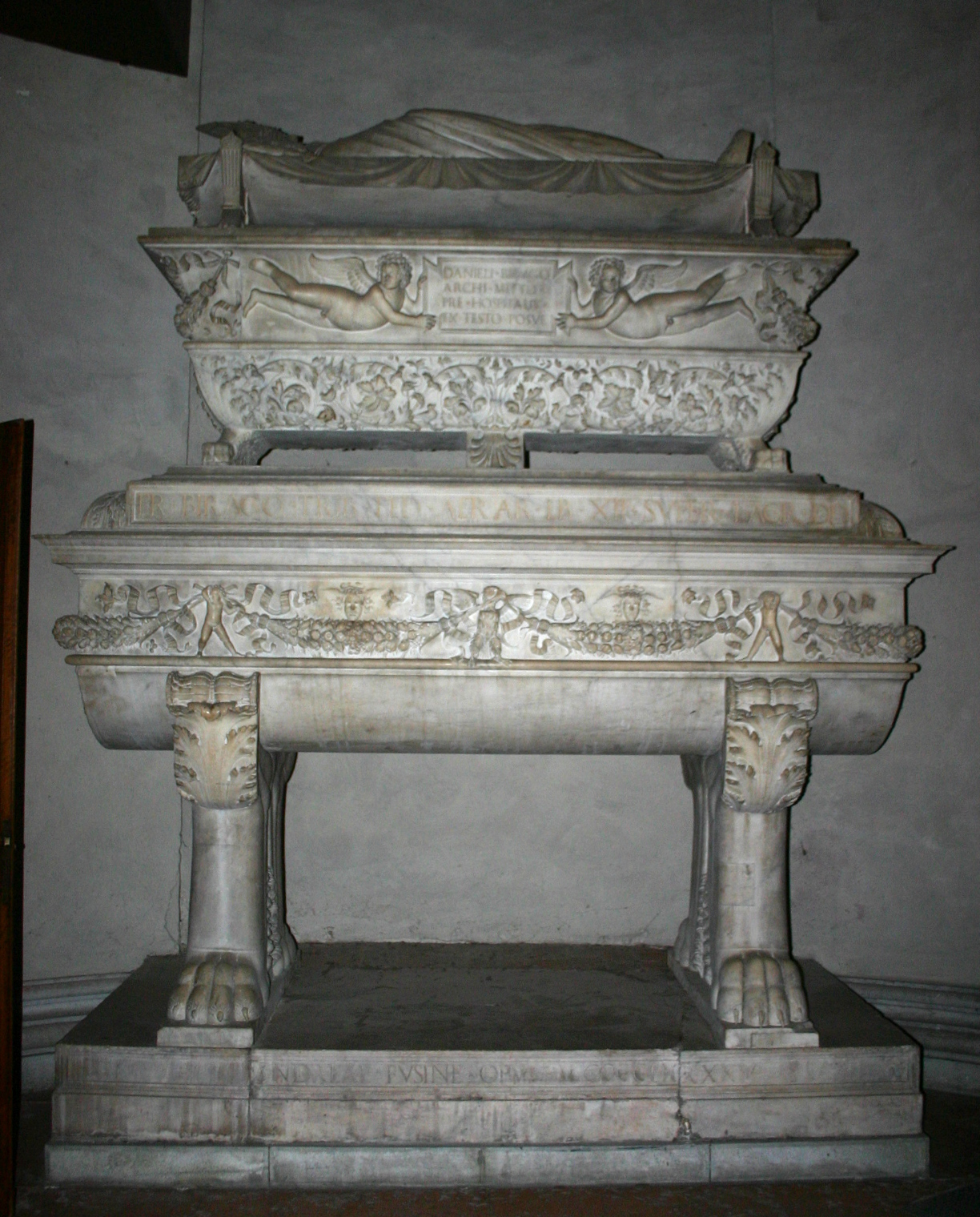
Monumento funebre di Daniele Birago

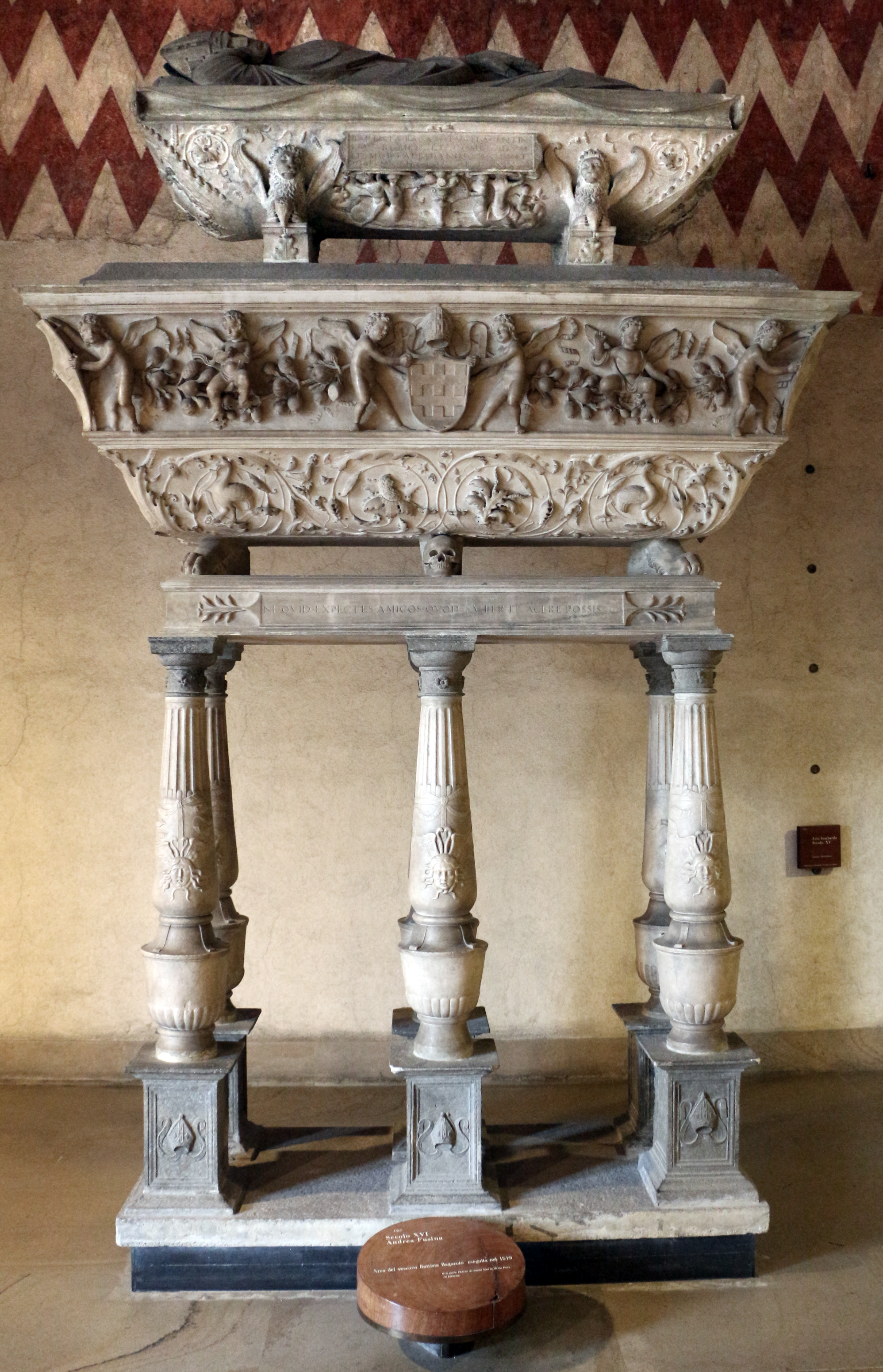
Arca del vescovo Battista Bagarotto, 1519, Museo d'arte antica, Milano

Andrea Fusina oppure Andreinus de Cassino o Andrea Cusina (Fusine, 1470 – Milano, 13 gennaio 1526) è stato uno scultore italiano attivo in Lombardia soprattutto a Milano.

## Biografia
Figlio di Baldassarre, Andrea Fusina si distinse per la sua attività e per il suo impegno presso la Fabbrica del Duomo di Milano, dove appare presente dal 1497 al 1526 come scultore e ingegnere.
Ma già due anni prima di entrare nella fabbrica, nel 1495 aveva realizzato il monumento funebre per Francesco e il vescovo Daniele Birago, in Santa Maria della Passione a Milano, caratterizzato da due arche sovrapposte, poggianti su grandi mensole.
Quest'opera fu portata a termine grazie anche alla collaborazione di Biagio da Vairone, e già evidenziava la tendenza dell'artista ad un gusto classicistico negli spunti decorativi e nell'elaborazione dei panneggi.
Nel 1497, invece, lo scultore eseguì il Giuda Maccabeo e la Maddalena per il duomo, oltre alla statua di Giosuè al Museo del duomo, completata nelle stesso periodo, sulla quale esiste però qualche dubbio di attribuzione.
Dopo essersi trasferito a Loreto, per effettuare un pellegrinaggio, nel 1508 incontrò vari artisti provenienti dall'Italia centrale, che instillarono e intensificarono in lui il gusto per il decorativismo classico.
Questa tendenza fu ben evidenziata nella tomba di Bassiano da Ponte, presente nel Duomo di Lodi, accostata a Geni funebri, di pregevole riuscita.
Le stesse caratteristiche preminenti nella sua arte furono manifestate nell'arca del vescovo Battista Bagarotto (1519), presso la chiesa di Santa Maria della Pace in Milano (ora presente nei Musei del Castello Sforzesco). Quest'opera, un'arca retta da sei pregevoli candelabre, è arricchita da putti, fogliami ed encarpi, collocati con una fine eleganza attica.
La perfezione formale e la raffinatezza della sua arte si possono rilevare anche nelle opere minori di Fusina, come nella memoria funebre di Giovanni Tolentino (1517), nella chiesa dell'Incoronata a Milano e di Stefano Varesi presso il duomo di Monza.
Andrea Fusina morì a Milano il 13 gennaio 1526.
Fusina è considerato uno dei principali esponenti della fase di trasformazione della tradizione scultorea lombarda, interprete, secondo alcuni storici dell'arte, del "Rinascimento lombardo", oltre che evidenziante alcuni elementi dell'arte toscana nelle sue opere.